# Caiza D
Caiza D, también escrito Caiza "D", es una localidad y municipio de Bolivia, ubicado en la provincia de Linares al este del departamento de Potosí. El municipio tiene una superficie de 1 294 km² y cuenta con una población de 12 067 habitantes (según el Censo INE 2012).
Los habitantes de Caiza D hablan quechua y español.
El municipio fue creado mediante Ley 666 del 1 de noviembre de 1984 durante el gobierno de Hernán Siles Zuazo.

## Geografía
La topografía de Caiza D es muy accidentada, con relieves irregulares, variando desde planicies de poca pendiente hasta serranías con pendientes pronunciadas. Los ríos más importantes del municipio son el río Caiza “D”, el Potoma, el Pancochí, el Jatun Mayu, el Molle Molle, el Lava y el Chilicaya.
El clima del municipio es frío, templado y semihúmedo por tener altiplano, cabecera del valle y algo de valle, con una temperatura media anual de 12 °C. En su territorio se encuentran las aguas termales: Aguas Calientes A, Aguas Calientes Caiza, Loro Huasi, Jatunmayu y Cuchu Ingenio.
El municipio ocupa el tercio más occidental de la provincia de Linares al centro del departamento de Potosí. Limita al norte con la provincia de Frías, al este con el municipio de Puna, al sur con la provincia de Nor Chichas, y al oeste con la provincia de Quijarro.
Ha existido una disputa de límites entre los municipios de Caiza D y Puna sobre el área en el que se encuentra el yacimiento minero Jayaquila que no cuenta con una delimitación clara, por lo que esperan que se realice un saneamiento resolutivo.

## Demografía
De acuerdo con el censo boliviano de 2024, la población del municipio de Caiza D es de 12 891 habitantes.
La población del municipio aumentó aproximadamente un tercio entre 1992 y 2024:
| Año  | Habitantes (municipio) | Fuente |
| ---- | ---------------------- | ------ |
| 1992 | 9.875                  | Censo  |
| 2001 | 9.637                  | Censo  |
| 2012 | 12.067                 | Censo  |
| 2024 | 12.891                 | Censo  |

## Economía
La mayor parte de la población se dedica a la agricultura, con cultivos de papa, maíz, haba, cebada, trigo, tarwi, junto con la cría de bovinos, ovinos, caprinos, equinos y aves de corral, cuyos productos van para el consumo doméstico y la comercialización.
La fruticultura está basada en la producción de manzana, durazno, membrillo, tuna, pera e higo, que son vendidos en pequeñas ferias de la zona.
La producción artesanal de tejidos como aguayos, pullus, ponchos, entre otros, proporciona buenos ingresos a los artesanos.

## Transporte
Caiza D se ubica a 54 kilómetros por carretera al sur de Potosí, capital del departamento homónimo.
Desde Potosí, la Ruta 1, de 1.215 kilómetros de longitud, conduce hacia el sur hasta Cuchu Ingenio y luego continúa por Tres Cruces hasta Tarija y Bermejo, en la frontera con Argentina. En Cuchu Ingenio se bifurca hacia el sur un camino rural que luego de dieciocho kilómetros llega a la localidad de Caiza D.